# 21655 Ніклаусвірс
21655 Ніклаусвірс (21655 Niklauswirth) — астероїд головного поясу, відкритий 8 серпня 1999 року.
Тіссеранів параметр щодо Юпітера — 3,333.